# El Guettar (Relizane)
El Guettar (în arabă القطارة) este o comună din provincia Relizane, Algeria.
Populația comunei este de 15.422 de locuitori (2008).